# Patrick Groetzki
Patrick Groetzki (ur. 4 lipca 1989 w Pforzheim) – niemiecki piłkarz ręczny, prawoskrzydłowy, od 2007 zawodnik Rhein-Neckar Löwen.
Reprezentant Niemiec, brązowy medalista igrzysk olimpijskich w Rio de Janeiro (2016).

## Kariera sportowa
Wychowanek SG Pforzheim/Eutingen, w którym trenował od 1994. W 2007 trafił do Rhein-Neckar Löwen. W sezonie 2015/2016, w którym rozegrał w Bundeslidze 30 meczów i rzucił 71 bramek, zdobył mistrzostwo Niemiec. W sezonie 2016/2017, w którym wystąpił w 32 spotkaniach i rzucił 94 gole, wywalczył drugie mistrzostwo kraju. Ponadto trzykrotnie zdobył Superpuchar Niemiec (2016, 2017, 2018) i raz Puchar Niemiec (2018). Będąc graczem Rhein-Neckar Löwen, występował także w europejskich pucharach, w tym w Lidze Mistrzów, w której w sezonie 2010/2011 zajął 4. miejsce. Ponadto w sezonie 2012/2013, w którym rozegrał 12 meczów i rzucił 41 bramek, zdobył Puchar EHF.
W 2008 zdobył srebrny medal mistrzostw Europy U-20 w Rumunii, w których rozegrał siedem meczów i rzucił 21 bramek. W 2009 wywalczył mistrzostwo świata U-21 – w turnieju, który odbył się w Egipcie, zdobył 52 gole i został wybrany najlepszym prawoskrzydłowym mistrzostw.
W reprezentacji Niemiec zadebiutował 17 czerwca 2009 w wygranym spotkaniu z Białorusią (38:27), w którym rzucił cztery bramki. W 2016 zdobył brązowy medal igrzysk olimpijskich w Rio de Janeiro. Uczestniczył w mistrzostwach świata w 2011, 2013, 2015 i 2017, brał też udział w mistrzostwach Europy w 2012 i 2018.

## Sukcesy
Rhein-Neckar Löwen
- Mistrzostwo Niemiec: 2015/2016, 2016/2017
- Puchar Niemiec: 2017/2018
- Superpuchar Niemiec: 2016, 2017, 2018
- Puchar EHF: 2012/2013

Reprezentacja Niemiec
- 3. miejsce w igrzyskach olimpijskich: 2016
- Mistrzostwo świata U-21: 2009
- 2. miejsce w mistrzostwach Europy U-20: 2008

Indywidualne
- Najlepszy prawoskrzydłowy mistrzostw świata U-21 w Egipcie w 2009[6]

## Statystyki w Bundeslidze
| Rhein-Neckar Löwen              | 2007/2008 | 28  | 35  | 1,3 |
| Rhein-Neckar Löwen              | 2008/2009 | 34  | 58  | 1,7 |
| Rhein-Neckar Löwen              | 2009/2010 | 34  | 97  | 2,9 |
| Rhein-Neckar Löwen              | 2010/2011 | 34  | 94  | 2,8 |
| Rhein-Neckar Löwen              | 2011/2012 | 17  | 68  | 4   |
| Rhein-Neckar Löwen              | 2012/2013 | 29  | 101 | 3,5 |
| Rhein-Neckar Löwen              | 2013/2014 | 34  | 137 | 4   |
| Rhein-Neckar Löwen              | 2014/2015 | 36  | 148 | 4,1 |
| Rhein-Neckar Löwen              | 2015/2016 | 30  | 71  | 2,4 |
| Rhein-Neckar Löwen              | 2016/2017 | 32  | 94  | 2,9 |
| Rhein-Neckar Löwen              | 2017/2018 | 32  | 94  | 2,9 |
| Rhein-Neckar Löwen              | Razem     | 340 | 997 | 2,9 |
| Stan na koniec sezonu 2017/2018 |           |     |     |     |